# 圣乔治圣殿 (布拉格)

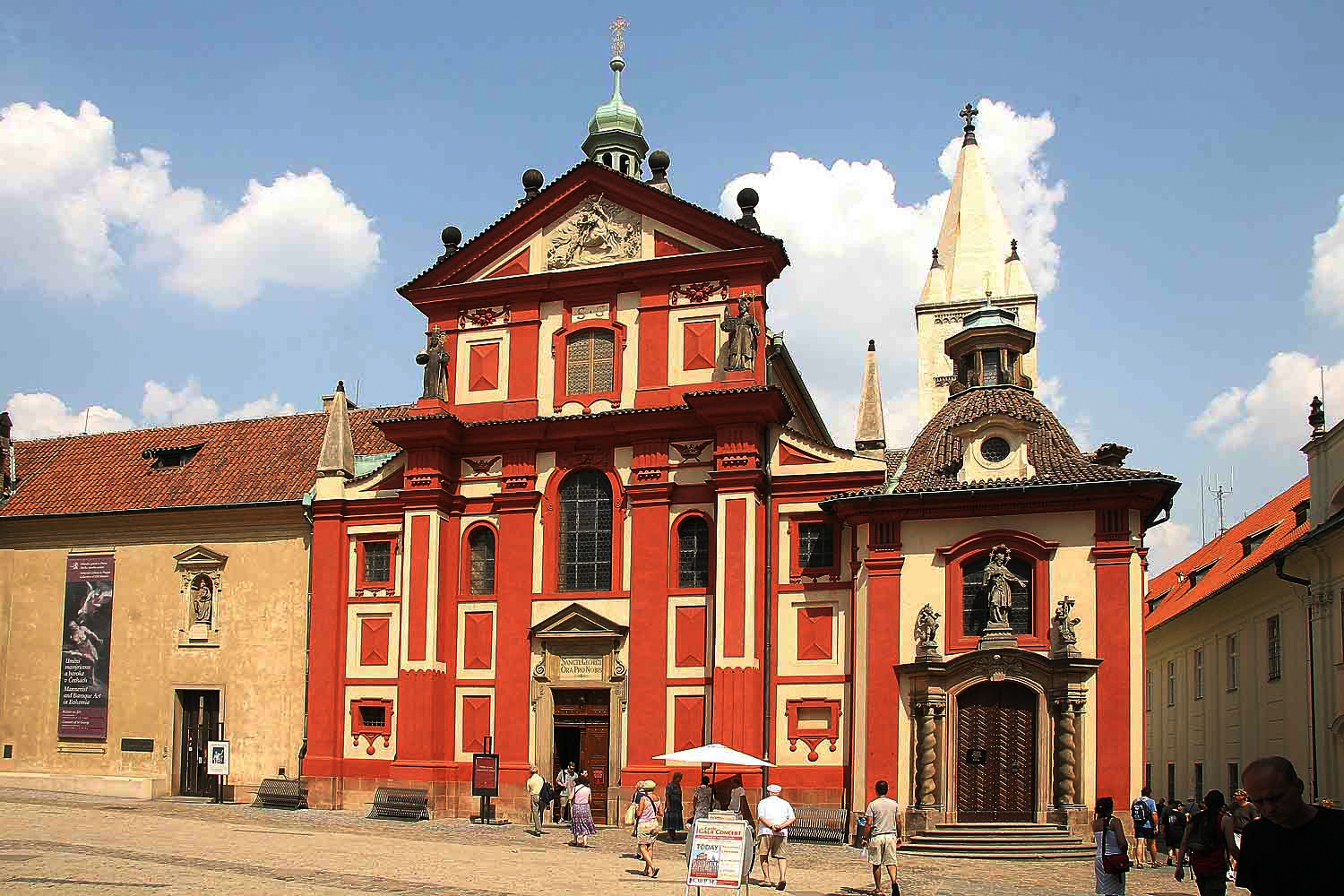
圣乔治大殿- 巴洛克正面

圣乔治大殿（Bazilika Svatého Jiří）是布拉格城堡内最古老的教堂。由波希米亚大公弗拉迪斯拉夫一世创建于920年，973年增建了本笃会的圣乔治修女院。
在1142年的一场大火后重建。其巴洛克正面修建于17世纪后期。哥特式的Ludmila小教堂内安葬着这位圣徒。弗拉迪斯拉夫和博莱斯瓦夫二世也安葬在内。
这座建筑现在作为音乐厅使用。